# مدل آنگلوساکسون
مدل آنگلوساکسون (به این دلیل نامیده می‌شود که در کشورهای آنگلوسفر مانند انگلستان، ایالات متحده، کانادا، نیوزلند، استرالیا و ایرلند اجرا می‌شود) یک مدل اقتصادیِ مبتنی بر بازار تنظیم شده‌است؛ که در دهه ۱۹۷۰ بر اساس مکتب اقتصادی شیکاگو، و در دهه ۱۹۸۰ در ایالات متحده توسط اقتصاد رئیس‌جمهور وقت رونالد ریگان (معروف به ریگانومیکس) رهبری شد، و در بریتانیا توسط نخست‌وزیر وقت مارگارت تاچر (به نام تاچریسم) تقویت شد. با این حال، گفته می‌شود که ریشه آن به قرن ۱۸ در انگلستان و ایده‌های اقتصاددان کلاسیک آدام اسمیت بازمی‌گردد.
ویژگی‌های این مدل شامل سطوح پایین مقررات و مالیات است که بخش دولتی حداقل خدمات را ارائه می‌دهد. همچنین به معنای حقوق مالکیت خصوصی قوی، اجرای قراردادها، و سهولت کلی در انجام تجارت و همچنین موانع کم برای تجارت آزاد است.

## اختلاف بر سر معنا
طرفداران اصطلاح «اقتصاد آنگلوساکسون» استدلال می‌کنند که اقتصاد این کشورها در حال حاضر به قدری در جهت‌گیری بازار آزاد و لیبرال با یکدیگر مرتبط هستند که می‌توان آنها را به عنوان مشترک یک مدل اقتصاد کلان خاص در نظر گرفت. با این حال، کسانی که با استفاده از این واژه موافق نیستند، ادعا می‌کنند که اقتصاد این کشورها به همان اندازه که با اقتصادهای به اصطلاح «سرمایه‌دار رفاهی» اروپای شمالی و قاره ای متفاوت است، با یکدیگر متفاوت است.
مدل سرمایه‌داری آنگلوساکسون معمولاً با مدل سرمایه‌داری قاره‌ای که به عنوان سرمایه‌داری راین، اقتصاد بازار اجتماعی یا مدل آلمانی شناخته می‌شود، در تقابل قرار می‌گیرد، اما با مدل‌های سرمایه‌داری اروپای شمالی که در کشورهای شمال اروپا یافت می‌شود، به نام‌های سرمایه‌داری راین نیز در تضاد است. مدل نوردیک تفاوت عمده بین این اقتصادها با اقتصادهای آنگلوساکسون، دامنه حقوق چانه زنی جمعی و سیاست‌های شرکتی است. تفاوت بین اقتصادهای آنگلوساکسون با مالیات و دولت رفاه نشان داده شده‌است. بریتانیا دارای سطح مالیات به‌طور قابل توجهی بالاتر از ایالات متحده است. علاوه بر این، بریتانیا بسیار بیشتر از ایالات متحده برای دولت رفاه به عنوان درصدی از تولید ناخالص داخلی هزینه می‌کند و همچنین بیش از اسپانیا، پرتغال یا هلند هزینه می‌کند. این رقم هنوز هم به میزان قابل توجهی کمتر از فرانسه یا آلمان است.
در شمال قاره اروپا، اکثر کشورها از مدل‌های اقتصاد مختلط استفاده می‌کنند که سرمایه‌داری راین نامیده می‌شود (اصطلاح رایجی که به‌ویژه برای اقتصاد کلان آلمان، فرانسه، بلژیک و هلند استفاده می‌شود)، یا مدل اسکاندیناوی از بستگان نزدیک آن استفاده می‌کنند. به اقتصاد کلان دانمارک، ایسلند، نروژ، سوئد و فنلاند اشاره دارد.
بحث در میان اقتصاددانان در مورد اینکه کدام مدل اقتصادی بهتر است، حول دیدگاه‌هایی است که شامل فقر، ناامنی شغلی، خدمات اجتماعی و نابرابری است. به‌طور کلی، طرفداران مدل آنگلوساکسون استدلال می‌کنند که اقتصادهای آزادتر باعث رفاه کلی بیشتر می‌شوند در حالی که مدافعان مدل‌های قاره ای مخالفت می‌کنند که آنها نابرابری کمتر و فقر کمتری را در کمترین حاشیه تولید می‌کنند.
ظهور چین اهمیت یک مدل اقتصادی جایگزین را در کانون توجه قرار داده‌است که به مدت سی سال از زمان افتتاح آن در سال ۱۹۷۸ به پیشبرد اقتصاد چین کمک کرده‌است. اقتصاد بازار سوسیالیستی یا نظامی مبتنی بر آنچه " سوسیالیسم با ویژگی‌های چینی " نامیده می‌شود. یک چین مطمئن به‌طور فزاینده ای آن را به عنوان یک مدل توسعه جایگزین برای مدل آنگلوساکسون به اقتصادهای نوظهور در آفریقا و آسیا ارائه می‌دهد.

## تاریخچه مدل آنگلوساکسون
مدل آنگلوساکسون در دهه ۱۹۷۰ از مدرسه اقتصاد شیکاگو بیرون آمد. بازگشت به لیبرالیسم اقتصادی در کشورهای آنگلوساکسون با شکست مدیریت اقتصادی کینزی در کنترل رکود تورمی در دهه ۱۹۷۰ و اوایل دهه ۱۹۸۰ توضیح داده می‌شود مدل آنگلوساکسون از ایده‌های فریدمن و اقتصاددانان مکتب شیکاگو ساخته شد. و خرد متعارف ایده‌های اقتصادی لیبرال پیشا کینزی که بیان می‌کرد موفقیت در مبارزه با تورم به مدیریت عرضه پول و در عین حال کارایی در استفاده از منابع بستگی دارد و بازارهای نامحدود برای این هدف مبارزه با تورم کارآمدترین هستند.
در پایان دهه ۱۹۷۰، مدل اقتصادی بریتانیا پس از جنگ با مشکل مواجه شد. پس از اینکه حزب کارگر نتوانست مشکلات را حل کند، به محافظه کاران مارگارت تاچر واگذار شد تا رکود اقتصادی بریتانیا را معکوس کنند. در دوره دوم ریاست جمهوری تاچر، ماهیت اقتصاد بریتانیا و جامعه آن شروع به تغییر کرد. بازاری‌سازی، خصوصی‌سازی و کاهش عمدی بقایای مدل سوسیال دمکراتیک پس از جنگ، همگی تحت تأثیر ایده‌های آمریکایی قرار گرفتند. دوران تاچر تفکر اجتماعی و اقتصادی بریتانیا را احیا کرد. این امر مستلزم واردات عمده ایده‌ها و شیوه‌های آمریکایی نبود، بنابراین تغییر جهت بریتانیا به راست باعث همگرایی واقعی به سمت هنجارهای اقتصادی-اجتماعی آمریکایی نشد. با این حال، با گذشت زمان، رویکرد بریتانیا، که اقتصادهای اروپایی باید از موفقیت ایالات متحده الهام بگیرند، نزدیکی ایدئولوژیکی با ایالات متحده ایجاد کرد. پس از یک فرایند انتقال سیاست از ایالات متحده، آشکار شد که یک مدل اقتصادی متمایز آنگلوساکسون در حال شکل‌گیری است.

## انواع مدل‌های اقتصادی آنگلوساکسون
به گفته برخی از محققان، همه مدل‌های اقتصاد لیبرال به‌طور یکسان ایجاد نمی‌شوند. در بین کشورهایی که از مدل آنگلو-ساکسون استفاده می‌کنند، انواع مختلف و تنوع وجود دارد. یکی از این تغییرات لیبرالیسم اقتصادی نئوکلاسیک است که در اقتصادهای آمریکا و بریتانیا به نمایش گذاشته شده‌است. فرض اساسی این تنوع این است که خودخواهی ذاتی افراد توسط بازار خودتنظیمی به رفاه عمومی اقتصادی، معروف به دست‌نامرئی ، منتقل می‌شود. در لیبرالیسم اقتصادی نئوکلاسیک، بازارهای رقابتی باید به عنوان سازوکارهای متعادل کننده عمل کنند که هم رفاه اقتصادی و هم عدالت توزیعی را ارائه می‌کنند. یکی از اهداف اصلی لیبرالیسم اقتصادی در ایالات متحده و انگلستان که به‌طور قابل توجهی تحت تأثیر افکار فردریش هایک قرار داشت، این است که دولت باید فعالیت‌های اقتصادی را تنظیم کند. اما دولت نباید به عنوان بازیگر اقتصادی درگیر شود.
نوع دیگر لیبرالیسم اقتصادی «مدل متعادل» یا «اردولیبرالیسم» است (مفهوم از مفهوم «اوردو»، کلمه لاتین «نظم» است). اوردولیبرالیسم به معنای یک سیستم اقتصادی ایده‌آل است که نسبت به اقتصاد لسه فر که توسط لیبرال‌های کلاسیک حمایت می‌شود، منظم تر باشد. پس از سقوط بازار سهام و رکود بزرگ در سال ۱۹۲۹، روشنفکران مکتب فرایبورگ آلمان استدلال کردند که برای اطمینان از عملکرد مؤثر بازار، دولت باید با حمایت یک سیستم قانونی قوی و چارچوب نظارتی مناسب، نقش فعالی را ایفا کند. آنها ادعا کردند که بدون منافع خصوصی قوی دولت، رقابت در سیستم را که با تفاوت در قدرت نسبی مشخص می‌شود، تضعیف می‌کند. اوردولیبرال‌ها فکر می‌کردند که لیبرالیسم (آزادی افراد برای رقابت در بازارها) و لسه فر (آزادی بازارها از دخالت دولت) باید از هم جدا شوند. والتر اوکن، پدر بنیانگذار و یکی از تأثیرگذارترین نمایندگان مکتب فرایبورگ، لیبرالیسم کلاسیک لسه‌فر را به دلیل «ساده‌انگاری طبیعت‌گرایانه» محکوم کرد. اوکن می‌گوید که بازار و رقابت تنها در صورتی می‌تواند وجود داشته باشد که نظم اقتصادی توسط یک دولت قوی ایجاد شود. قدرت دولت باید به وضوح مشخص شود، اما در حوزه آن که دولت در آن نقش دارد، دولت باید فعال و قدرتمند باشد. برای اردولیبرال‌ها، نوع درست حکومت راه حل مشکل است. الکساندر روستو ادعا کرد که دولت باید از درگیر شدن بیش از حد در بازارها خودداری کند. او مخالف حمایت گرایی، یارانه‌ها یا کارتل‌ها بود. با این حال، او پیشنهاد کرد تا زمانی که «در راستای قوانین بازار» پیش می‌رود، باید مداخله‌گرایی محدود مجاز باشد. تفاوت دیگر بین دو تغییر این است که اردولیبرال‌ها دشمن اصلی جامعه آزاد را به جای دولت در انحصار می‌دیدند. نشان دادن تأثیر مستقیم تاریخ اردولیبرالیسم در استرالیا یا کانادا به صورت تجربی دشوار است. با این حال، لیبرالیسم اقتصادی در استرالیا و کانادا بسیار بیشتر از لیبرالیسم نئوکلاسیک ایالات متحده و بریتانیا به اردولیبرالیسم آلمانی شباهت دارد. تفاسیر متفاوت از مکتب اقتصادی آنگلوساکسون و بویژه توجیهات و برداشت‌های متفاوت از مداخله دولت در اقتصاد، منجر به اختلافات سیاسی در این کشورها شد. سپس این سیاست‌ها ادامه یافت و بر روابط بین بخش دولتی و خصوصی تأثیر گذاشت. به عنوان مثال، در ایالات متحده، ایالت نرخ‌های مالیاتی بسیار پایین‌تری نسبت به بریتانیا اعمال می‌کند. علاوه بر این، دولت بریتانیا به نسبت دولت ایالات متحده پول بیشتری را در برنامه‌های رفاهی و خدمات اجتماعی سرمایه‌گذاری می‌کند.